# Renia fraternalis
Renia fraternalis là một loài bướm đêm thuộc họ Noctuidae. Loài này có ở Bắc Mỹ, bao gồm New York, Oklahoma, Arkansas, South Carolina và Florida.
Sải cánh dài khoảng 25 mm.